# Frank Booth
Frank Booth   (Los Angeles, 4 d'octubre de 1910 - Newport Beach, 1 de desembre de 1980) va ser un nedador estatunidenc que va competir durant les dècades de 1920 i 1930.
El 1932 va prendre part en els Jocs Olímpics de Los Angeles, on va guanyar la medalla de plata en els 4×200 metres lliures del programa de natació, formant equip amb George Fissler, Manuella Kalili i Maiola Kalili.